# Cabo de guerra nos Jogos Olímpicos de Verão de 1912
O cabo de guerra nos Jogos Olímpicos de Verão de 1912 foi realizado em Estocolmo, Suécia.
Antes do início da competição, cinco países inscreveram-se para o torneio de cabo de guerra: Áustria, Boêmia, Reino Unido, Luxemburgo e Suécia. Porém a competição desapontou aos organizadores pois três equipes desistiram do evento. Com apenas duas equipes na disputa, o duelo entre Suécia e Reino Unido foi decisivo, com vitória dos donos da casa sobre os campeões olímpicos de 1908.
| Ouro | Prata | Bronze |
| Suécia (SWE) Arvid Andersson Adolf Bergman Johan Edman Erik Fredriksson Carl Jonsson Eric Larsson August Gustafsson Carl Lindström | Grã-Bretanha (GBR) Alexander Munro John Sewell James Shepherd Joseph Dowler Edwin Archer Mills Frederick Harkness Humphreys Mathias Hynes Walter Chaffe | nenhum |